# Intel Core i3
Pour les articles homonymes, voir Core et Intel Core.

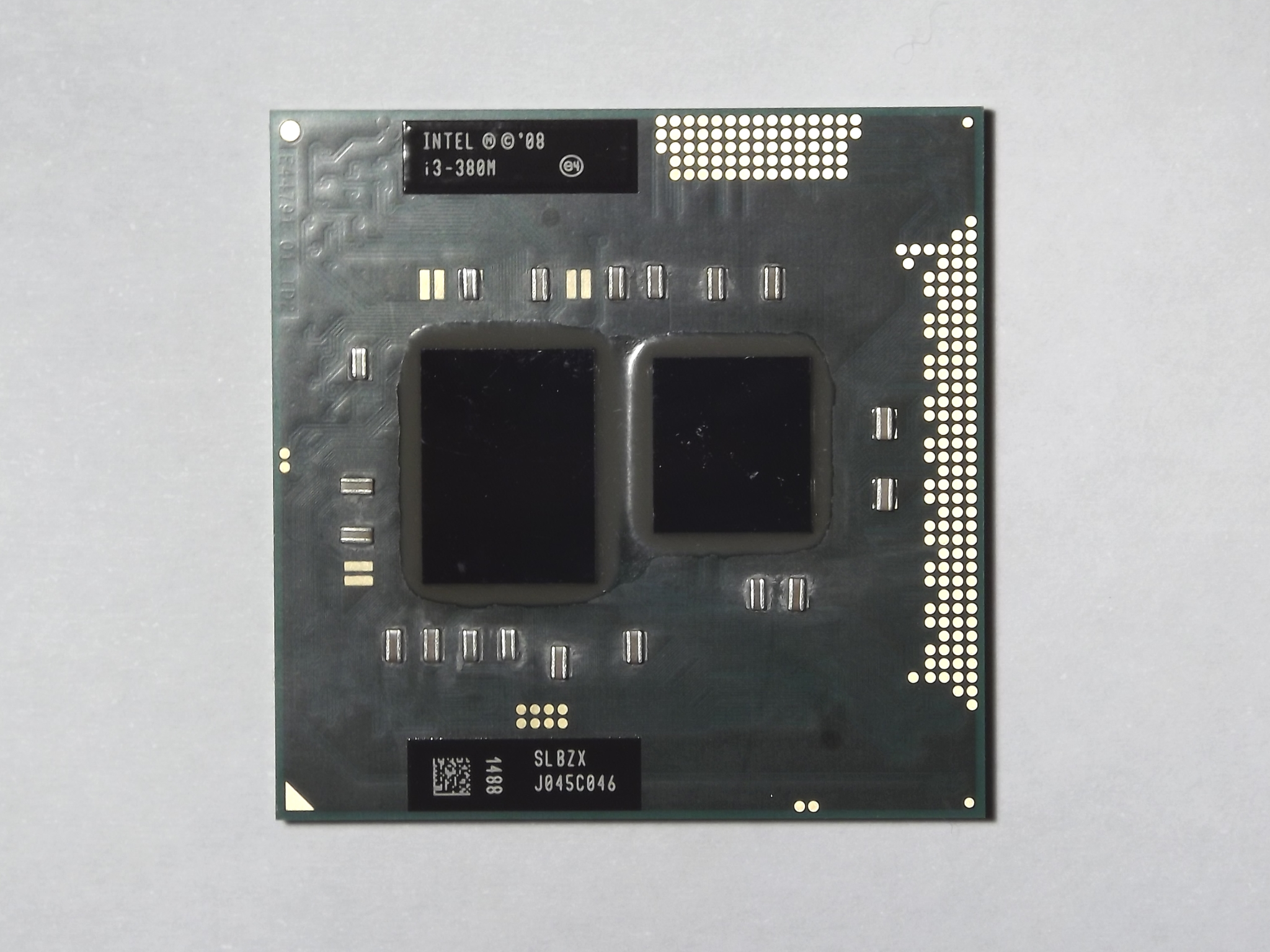
Intel Core i3-380M pour ordinateur portable

La marque Core i3 d'Intel est utilisée pour ses microprocesseurs de milieu de gamme depuis 2010. Les gammes supérieures sont (dans l'ordre croissant) Core i5, Core i7 et Core i9 (et Xeon pour serveurs et station de travail), et les gammes inférieures sont (dans l'ordre décroissant) Pentium et Celeron (et Atom pour une utilisation généralement ultra-mobile).

## Processeurs Intel Core I3

### Gamme pour PC de bureau

#### Clarkdale
Les processeurs Core i3 Clarkdale se connectent sur un socket LGA 1156.
| Modèle      | Cœurs | Threads | Fréquence | Fréquence | Fréquence | Cache      | Cache       | Cache | Mult. | Tension       | Révision                | TDP  | Bus                                     | Socket   | Référence                    | Commercialisation | Commercialisation | Commercialisation |
| Modèle      | Cœurs | Threads | Cœurs     | Turbo     | IGP       | L1         | L2          | L3    | Mult. | Tension       | Révision                | TDP  | Bus                                     | Socket   | Référence                    | Début             | Fin               |                   |
| ----------- | ----- | ------- | --------- | --------- | --------- | ---------- | ----------- | ----- | ----- | ------------- | ----------------------- | ---- | --------------------------------------- | -------- | ---------------------------- | ----------------- | ----------------- | ----------------- |
| Core i3 500 |       |         |           |           |           |            |             |       |       |               |                         |      |                                         |          |                              |                   |                   |                   |
| 560         | 2     | 4       | 3,33 GHz  | non       | 733 MHz   | 2 × 64 Kio | 2 × 256 Kio | 4 Mio | ×25   | 0.65 - 1.40 V | K0 (SLBY2)              | 73 W | DMI + FDI + 2×DDR3 + 16×PCI-express 2.0 | LGA 1156 | CM80616003177AH BX80616I3560 | T3 2010           |                   |                   |
| 550         | 2     | 4       | 3,20 GHz  | non       | 733 MHz   | 2 × 64 Kio | 2 × 256 Kio | 4 Mio | ×24   | 0.65 - 1.40 V | K0 (SLBUD)              | 73 W | DMI + FDI + 2×DDR3 + 16×PCI-express 2.0 | LGA 1156 | CM80616003174AJ BX80616I3550 | T2 2010           |                   |                   |
| 540         | 2     | 4       | 3,06 GHz  | non       | 733 MHz   | 2 × 64 Kio | 2 × 256 Kio | 4 Mio | ×23   | 0.65 - 1.40 V | C2 - K0 (SLBMQ - SLBTD) | 73 W | DMI + FDI + 2×DDR3 + 16×PCI-express 2.0 | LGA 1156 | CM80616003060AE BX80616I3540 | 5 janvier 2010    |                   |                   |
| 530         | 2     | 4       | 2,93 GHz  | non       | 733 MHz   | 2 × 64 Kio | 2 × 256 Kio | 4 Mio | ×22   | 0.65 - 1.40 V | C2 - K0 (SLBLR - SLBX7) | 73 W | DMI + FDI + 2×DDR3 + 16×PCI-express 2.0 | LGA 1156 | CM80616003180AG BX80616I3530 | 5 janvier 2010    | octobre 2011      |                   |

#### Sandy Bridge
Les processeurs Core i3 Sandy Bridge se connectent sur un socket LGA 1155.
| Modèle        | Cœurs (threads) | Fréquence | Fréquence | Fréquence         | Cache   | Cache   | Cache   | Mult. | Tension | Révision (Sspec) | TDP  | bus                                     | Socket   | Référence                      | Commercialisation | Commercialisation | Commercialisation |
| Modèle        | Cœurs (threads) | Cœurs     | Turbo     | IGP               | L1 (ko) | L2 (ko) | L3 (Mo) | Mult. | Tension | Révision (Sspec) | TDP  | bus                                     | Socket   | Référence                      | Début             | Fin               |                   |
| ------------- | --------------- | --------- | --------- | ----------------- | ------- | ------- | ------- | ----- | ------- | ---------------- | ---- | --------------------------------------- | -------- | ------------------------------ | ----------------- | ----------------- | ----------------- |
| Core i3 2100T |                 |           |           |                   |         |         |         |       |         |                  |      |                                         |          |                                |                   |                   |                   |
| 2100T         | 2 (4)           | 2,5 GHz   | -         | 650 MHz (1,1 GHz) | 2 × 64  | 2 × 256 | 3       | ×25   |         | Q0 (SR05Z)       | 35 W | 2×DDR3 + DMI + FDI + 16×PCI-express 2.0 | LGA 1155 | CM8062301045908 BX80623I32100T | T1 2011           |                   |                   |
| 2120T         | 2 (4)           | 2,6 GHz   | -         | 650 MHz (1,1 GHz) | 2 × 64  | 2 × 256 | 3       | ×26   |         | Q0 (SR060)       | 35 W | 2×DDR3 + DMI + FDI + 16×PCI-express 2.0 | LGA 1155 | CM8062301046008 BX80623I32120T | septembre 2011    | 23 aout 2013      |                   |
| Core i3 2100  |                 |           |           |                   |         |         |         |       |         |                  |      |                                         |          |                                |                   |                   |                   |
| 2100          | 2 (4)           | 3,1 GHz   | -         | 850 MHz (1,1 GHz) | 2 × 64  | 2 × 256 | 3       | ×31   |         | Q0 (SR05C)       | 65 W | 2×DDR3 + DMI + FDI + 16×PCI-express 2.0 | LGA 1155 | CM8062301061600 BX80623I32100  | 20 février 2011   | 23 aout 2013      |                   |
| 2102          | 2 (4)           | 3,1 GHz   | -         | 850 MHz (1,1 GHz) | 2 × 64  | 2 × 256 | 3       | ×31   |         | Q0 (SR05D)       | 65 W | 2×DDR3 + DMI + FDI + 16×PCI-express 2.0 | LGA 1155 | CM8062301061700 BX80623I32102  | T2 2011           | 23 aout 2013      |                   |
| 2105          | 2 (4)           | 3,1 GHz   | -         | 850 MHz (1,1 GHz) | 2 × 64  | 2 × 256 | 3       | ×31   |         | J1 (SR0BA)       | 65 W | 2×DDR3 + DMI + FDI + 16×PCI-express 2.0 | LGA 1155 | CM8062301090600 BX80623I32105  | mai 2011          |                   |                   |
| 2120          | 2 (4)           | 3,3 GHz   | -         | 850 MHz (1,1 GHz) | 2 × 64  | 2 × 256 | 3       | ×33   |         | Q0 (SR05Y)       | 65 W | 2×DDR3 + DMI + FDI + 16×PCI-express 2.0 | LGA 1155 | CM8062301044204 BX80623I32120  | T1 2011           | 23 août 2013      |                   |
| 2125          | 2 (4)           | 3,3 GHz   | -         | 850 MHz (1,1 GHz) | 2 × 64  | 2 × 256 | 3       | ×33   |         | J1 (SR0AY)       | 65 W | 2×DDR3 + DMI + FDI + 16×PCI-express 2.0 | LGA 1155 | CM8062301090500 BX80623I32125  | septembre 2011    | 23 aout 2013      |                   |
| 2130          | 2 (4)           | 3,4 GHz   | -         | 850 MHz (1,1 GHz) | 2 × 64  | 2 × 256 | 3       | ×34   |         | Q0 (SR05W)       | 65 W | 2×DDR3 + DMI + FDI + 16×PCI-express 2.0 | LGA 1155 | CM8062301043904 BX80623I32130  | septembre 2011    | 23 aout 2013      |                   |

#### Ivy Bridge
Sorti en 2012.

#### Haswell
Sorti en 2013.

#### Skylake
Sorti en 2015.

#### Kaby Lake
Sorti en janvier 2017.

### La gamme pour PC portables

#### Arrandale
Les processeurs Core i3 Arrandale se connectent sur un socket BGA1288 ou PGA988.
| Modèle        | Cœurs | Threads | Fréquence | Fréquence | Fréquence | Cache      | Cache       | Cache | Mult. | Tension | Révision | TDP  | Bus                                              | Socket         | Référence | Commercialisation | Commercialisation | Commercialisation |
| Modèle        | Cœurs | Threads | Cœurs     | Turbo     | IGP       | L1         | L2          | L3    | Mult. | Tension | Révision | TDP  | Bus                                              | Socket         | Référence | Début             | Fin               |                   |
| ------------- | ----- | ------- | --------- | --------- | --------- | ---------- | ----------- | ----- | ----- | ------- | -------- | ---- | ------------------------------------------------ | -------------- | --------- | ----------------- | ----------------- | ----------------- |
| Core i3 300M  |       |         |           |           |           |            |             |       |       |         |          |      |                                                  |                |           |                   |                   |                   |
| 380M          | 2     | 4       | 2,53 GHz  | non       | 500 MHz   | 2 × 64 Kio | 2 × 256 Kio | 3 Mio | 19    |         |          | 35 W | DMI 4,8 GT/s + FDI + 2×DDR3 + 16×PCI-express 2.0 | PGA988         |           |                   |                   |                   |
| 370M          | 2     | 4       | 2,40 GHz  | non       | 500 MHz   | 2 × 64 Kio | 2 × 256 Kio | 3 Mio | 18    |         |          | 35 W | DMI 4,8 GT/s + FDI + 2×DDR3 + 16×PCI-express 2.0 | PGA988         |           | 3e trimestre 2010 |                   |                   |
| 350M          | 2     | 4       | 2,26 GHz  | non       | 500 MHz   | 2 × 64 Kio | 2 × 256 Kio | 3 Mio | 17    |         |          | 35 W | DMI 4,8 GT/s + FDI + 2×DDR3 + 16×PCI-express 2.0 | BGA1288 PGA988 |           | 7 janvier 2010    |                   |                   |
| 330M          | 2     | 4       | 2,13 GHz  | non       | 500 MHz   | 2 × 64 Kio | 2 × 256 Kio | 3 Mio | 16    |         |          | 35 W | DMI 4,8 GT/s + FDI + 2×DDR3 + 16×PCI-express 2.0 | BGA1288 PGA988 |           | 7 janvier 2010    |                   |                   |
| Core i3 300UM |       |         |           |           |           |            |             |       |       |         |          |      |                                                  |                |           |                   |                   |                   |
| 330UM         | 2     | 4       | 1,20 GHz  | non       | 166 MHz   | 2 × 64 Kio | 2 × 256 Kio | 3 Mio | 9     |         |          | 18 W | DMI 2,5 GT/s                                     | BGA1288        |           | 25 mai 2010       |                   |                   |

#### Sandy Bridge
| Modèle        | Cœurs | Threads | Fréquence | Fréquence | Fréquence | Cache      | Cache       | Cache | Mult. | Tension | Révision | TDP  | Bus | Socket | Référence | Commercialisation | Commercialisation | Commercialisation |
| Modèle        | Cœurs | Threads | Cœurs     | Turbo     | IGP       | L1         | L2          | L3    | Mult. | Tension | Révision | TDP  | Bus | Socket | Référence | Début             | Fin               |                   |
| ------------- | ----- | ------- | --------- | --------- | --------- | ---------- | ----------- | ----- | ----- | ------- | -------- | ---- | --- | ------ | --------- | ----------------- | ----------------- | ----------------- |
| Core i3 2300M |       |         |           |           |           |            |             |       |       |         |          |      |     |        |           |                   |                   |                   |
| 2310M         | 2     | 4       | 2,1 GHz   | non       | 650 MHz   | 2 × 64 Kio | 2 × 256 Kio | 3 Mio | 21    |         |          | 35 W |     |        |           |                   |                   |                   |

### Sky Lake
Skylake est la micro-architecture de processeurs x86 d'Intel qui succède à la micro-architecture Haswell à partir d'août 2015. Avec cette nouvelle micro-architecture, Intel abandonne sa traditionnelle stratégie tic-tac.

#### Kaby Lake
Kaby Lake est une légère amélioration de la microarchitecture Skylake.
Coffee Lake
Coffee Lake est le nom de code d'Intel pour le troisième raffinement du procédé 14 nm après Broadwell, Skylake et Kaby Lake. Les graphiques intégrés sur les puces Coffee Lake permettent la prise en charge de la connectivité DP 1.2 vers HDMI 2.0 et HDCP 2.2. Coffee Lake supporte nativement la mémoire DDR4-2666 MHz en mode double canal.